# Череміське (Шадрінський район)
Черемі́ське (рос. Черемисское) — село у складі Шадрінського району Курганської області, Росія. Адміністративний центр Череміської сільської ради.
Населення — 345 осіб (2010, 413 у 2002).
Національний склад станом на 2002 рік: росіяни — 94 %.